# Přílivová vlna

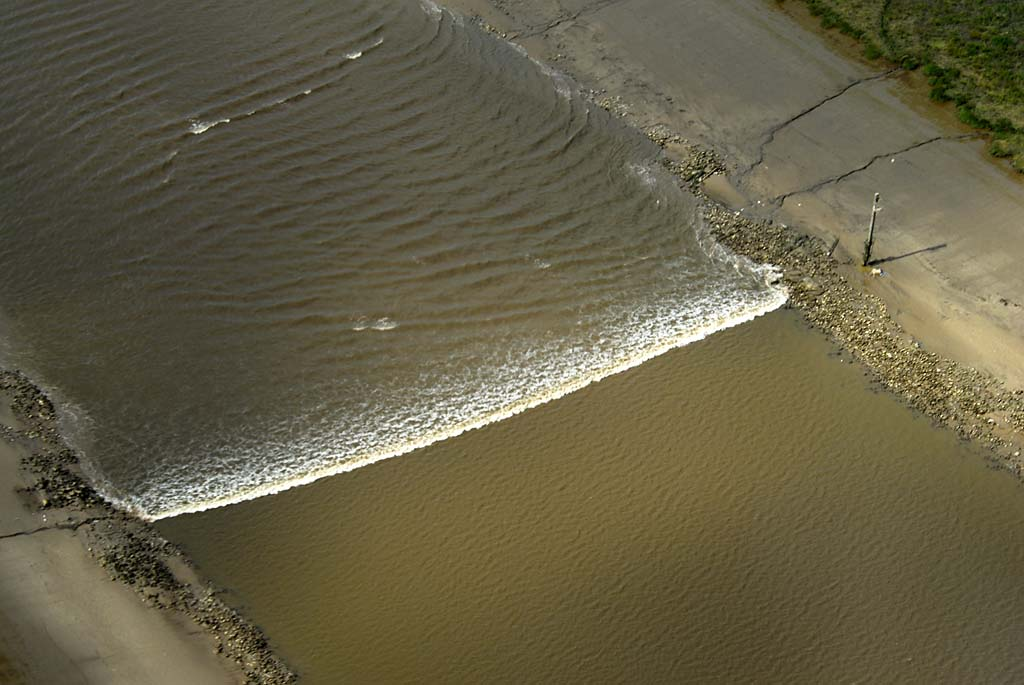
Přílivová vlna na řece Ribble v Lancashiru

Přílivová vlna je název pro situaci, kdy stoupající příliv vytvoří vlnu, jež stoupá vzhůru zálivem nebo řekou. Vyskytuje se zejména v oblastech s vysokým dmutím (typicky nad šest metrů), kde se navíc záliv či řeka směrem od moře zužuje a stává mělčím.

## Příklady
- Čína: nejvyšší přílivové vlny na světě jsou v Čínské lidové republice u města Chang-čou, kde se řeka Čchien-tchang vlévá do zátoky Chang-čou. Přílivová vlna zde bývá až devět metrů vysoká a má rychlost až 40 kilometrů v hodině.[1][2]

- Brazílie: jinou známou přílivovou vlnou je pororoca na Amazonce v Jižní Americe. Ta sice bývá menší (4–5 m) a pohybuje se rychlostí do 25 kilometrů v hodině, ale je rozeznatelná až 800 kilometrů od ústí do moře.[3]

- Spojené království: s přílivovými vlnami o výšce až 2 m se lze setkat například v Anglii, kde se objevují na řekách Severn a Mersey.[4]

## Galerie

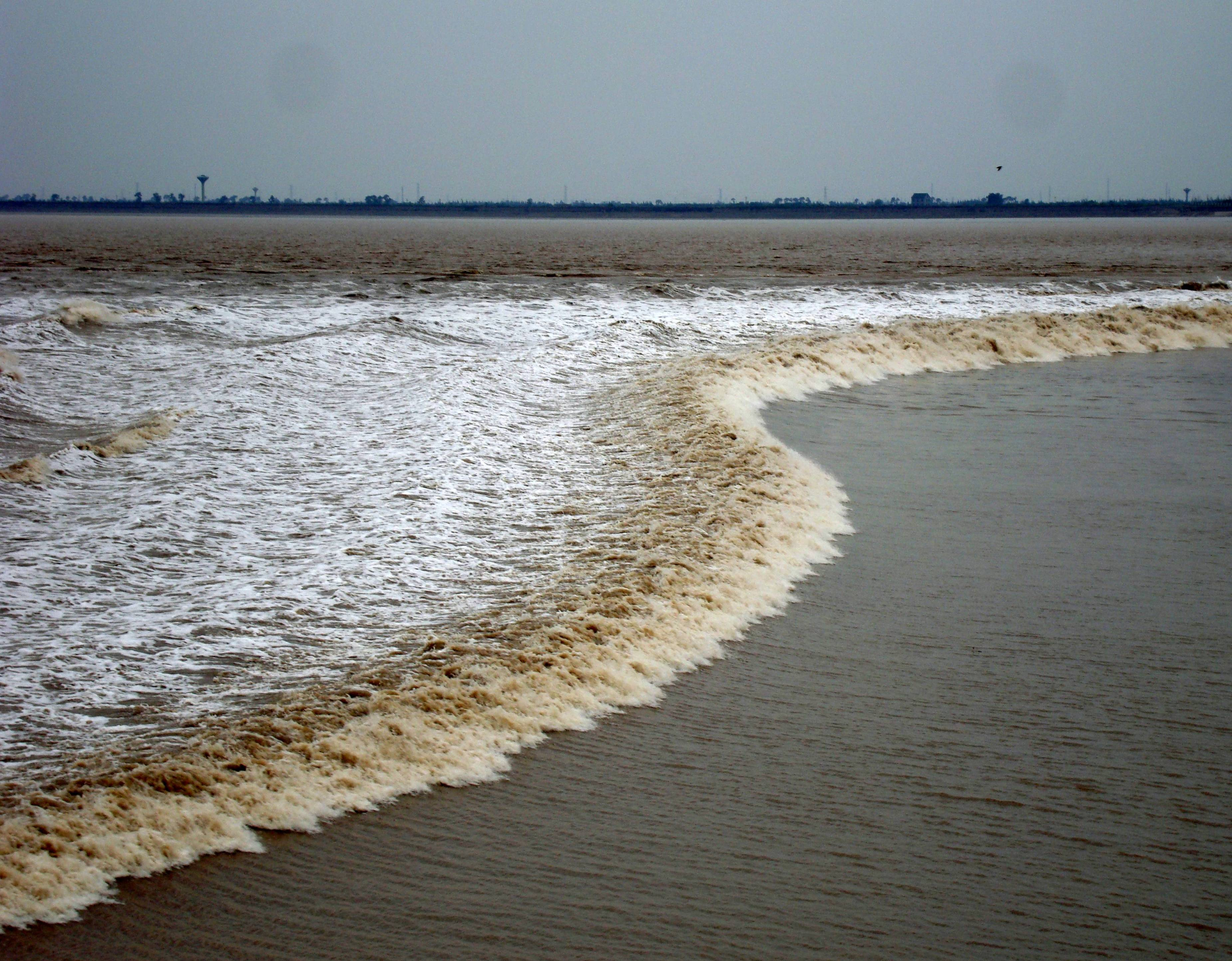
Přílivová vlna na čínské řece Čchien-tchang.
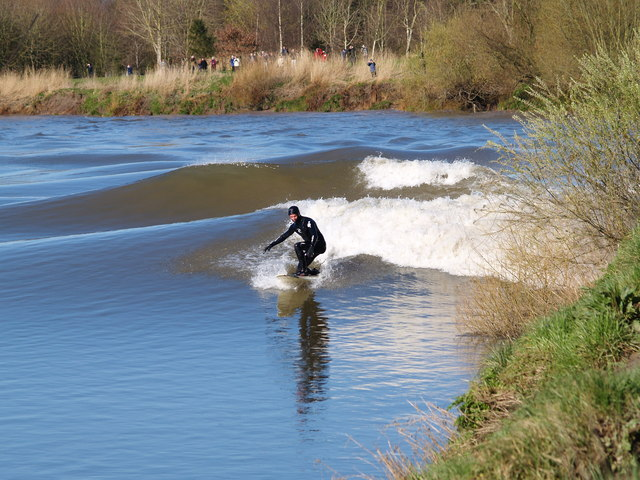
Surfování na řece Severn v Anglii.
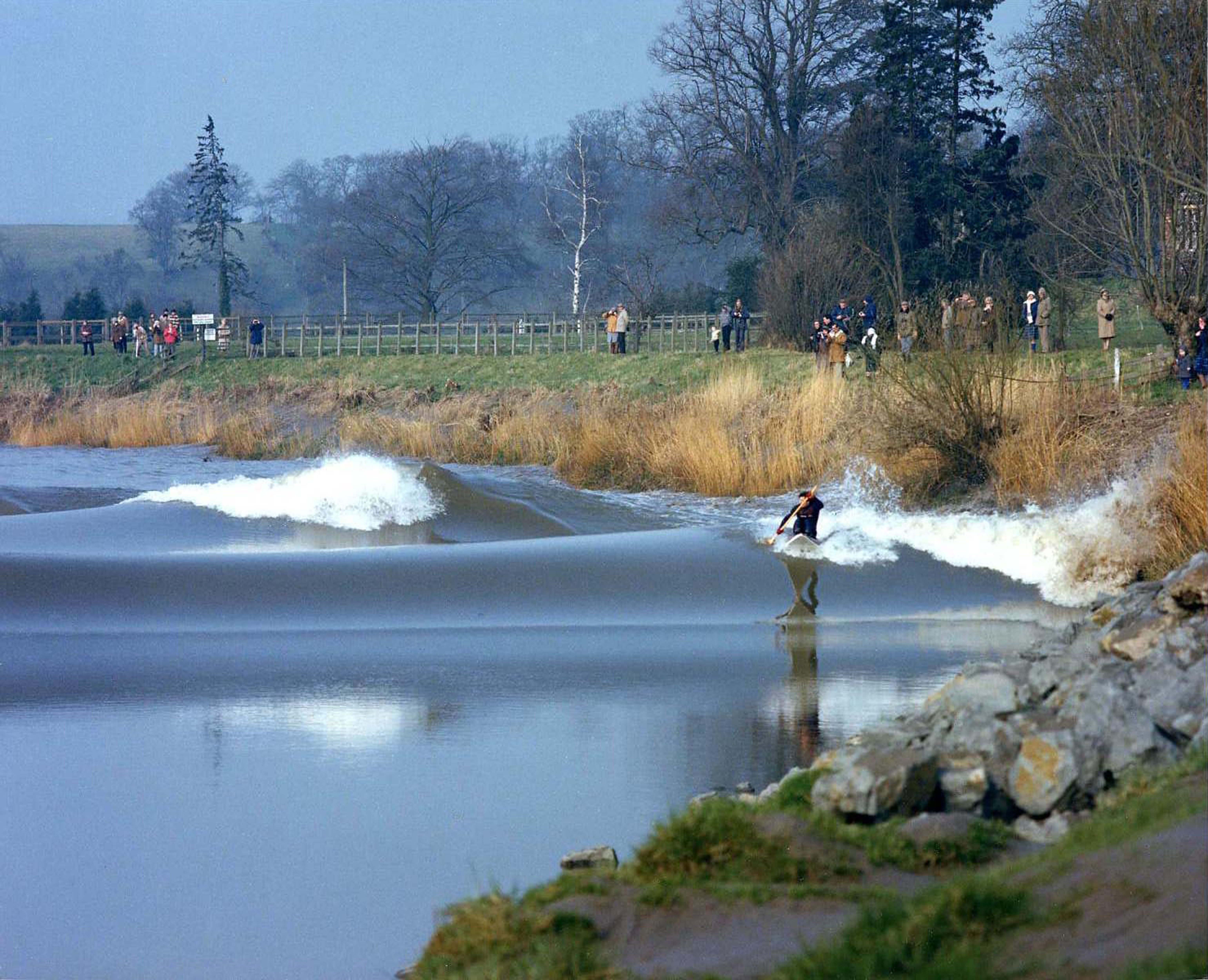
Surfování na řece Severn v Anglii.
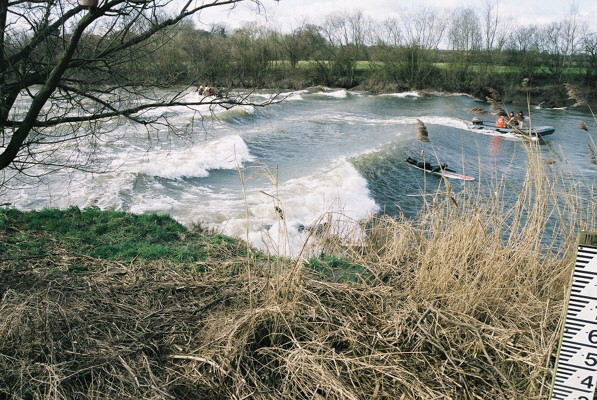
Surfování na řece Severn v Anglii.
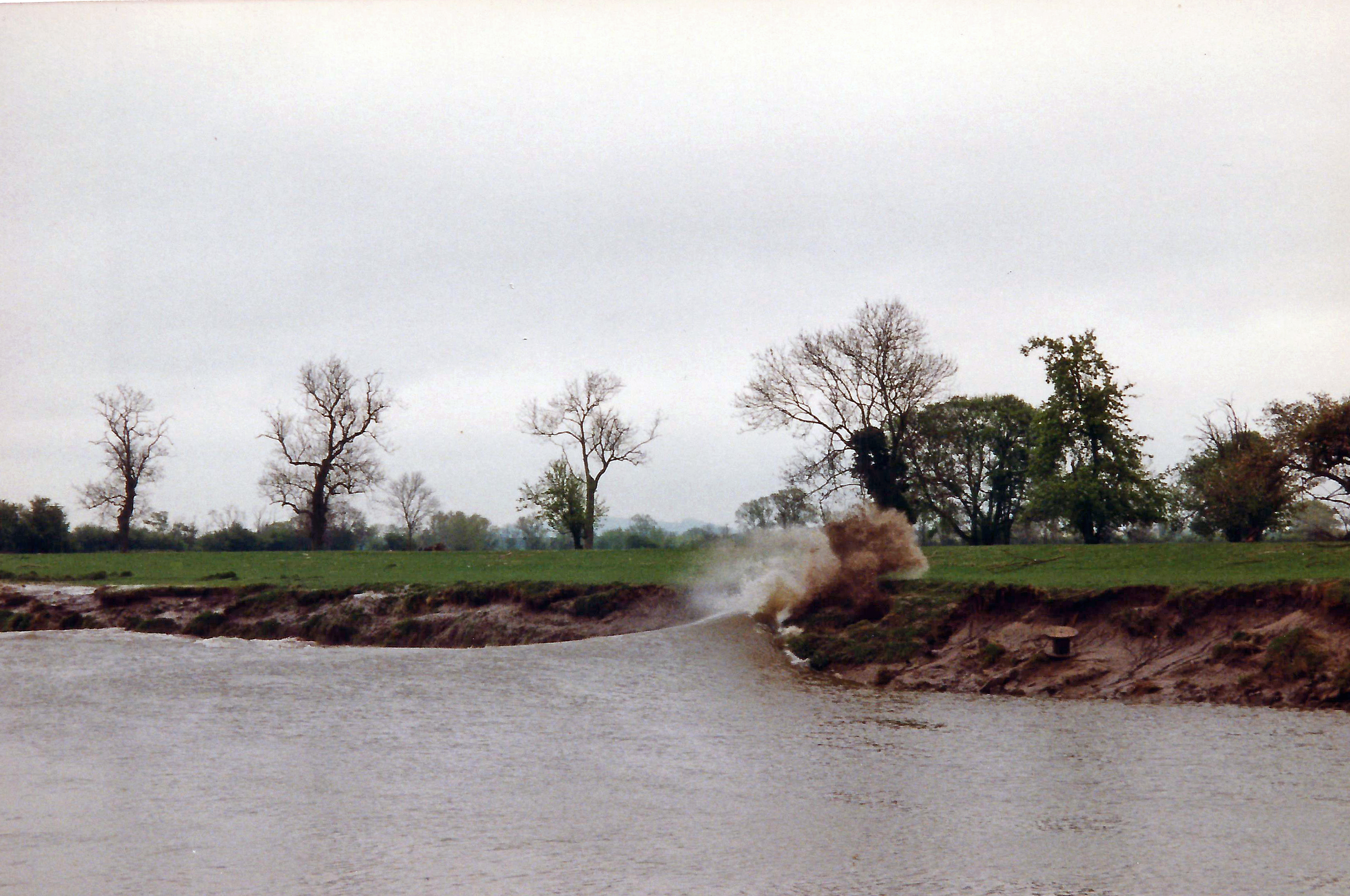
Vlna, bičující břeh řeky Severn.
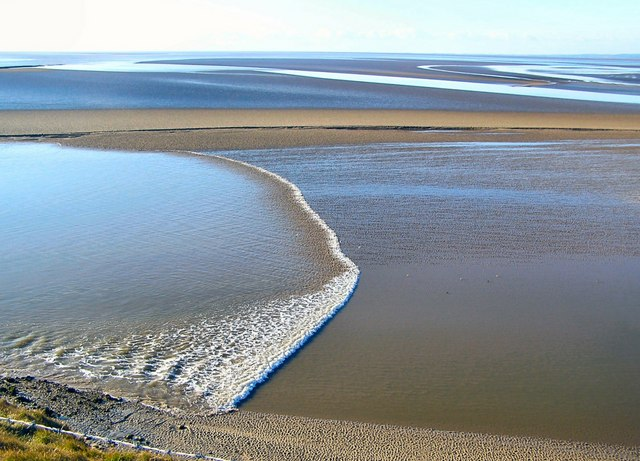
Vlna na anglické řece Kent.
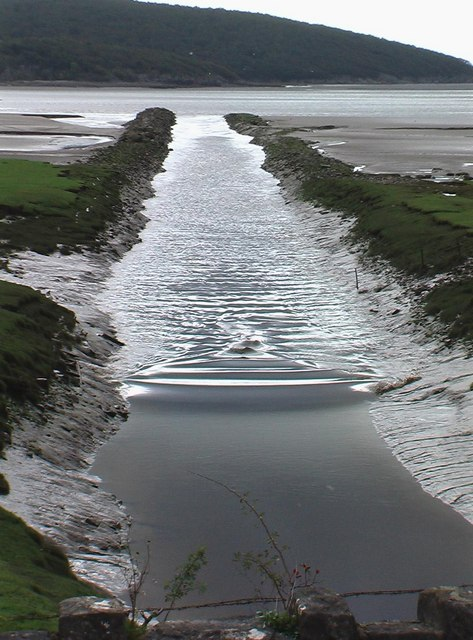
Vlna, postupující korytem do vnitrozemí.